# Brandywine Falls Park
Brandywine Falls Park är en park i Kanada.   Den ligger i provinsen British Columbia, i den sydvästra delen av landet, 3 500 km väster om huvudstaden Ottawa. Brandywine Falls Park ligger 446 meter över havet. Den ligger vid sjön Daisy Lake.
Terrängen runt Brandywine Falls Park är bergig åt sydväst, men åt nordost är den kuperad. Brandywine Falls Park ligger nere i en dal. Trakten runt Brandywine Falls Park är nära nog obefolkad, med mindre än två invånare per kvadratkilometer.. Närmaste större samhälle är Whistler, 14,1 km nordost om Brandywine Falls Park. 
I omgivningarna runt Brandywine Falls Park växer i huvudsak barrskog.